# Michael Collins (film)
Michael Collins är en amerikansk-brittisk-irländsk film från 1996 i regi av Neil Jordan, om den irländske upprorsledaren och politikern Michael Collins. Filmen vann Guldlejonet vid filmfestivalen i Venedig.

## Handling
Filmen börjar 1916 i Dublin när Michael Collins (Liam Neeson) och hans rebeller förlorar påskupproret mot de brittiska trupperna. Collins dröm är att Irland blir en självständig republik, vilket England starkt sätter sig emot. Collins leder IRA i den väpnade kampen mot engelsmännen och blir hyllad som en hjälte.
När engelsmännen vill förhandla om ett fredsavtal, skickas Collins som förhandlare. Många irländare blir dock missnöjda med resultatet då de menar att han kompromissat allt för mycket. Nu utbryter istället inbördeskrig. Michael Collins möter sitt öde 1922 då han dödas i ett bakhåll, på väg till ett falskt möte med Eamon de Valera (Alan Rickman), en tidigare vän.

## Medverkande
- Liam Neeson - Michael Collins
- Julia Roberts - Kitty Kiernan
- Alan Rickman - Eamon de Valera
- Aidan Quinn - Harry Boland
- Stephen Rea - Ned Broy
- Ian Hart - Joe O'Reilly
- John Kenny - Patrick Pearse
- Ronan McCairbre - Thomas MacDonagh
- Jer O'Leary - Thomas Clarke
- Michael Dwyer - James Connolly
- Martin Murphy - Captain Lee-Wilson